# Доржваанчигіїн Гомбдордж
Доржваанчигіїн Гомбдордж (монг. Sportsmen; нар. 1 грудня 1985) — монгольський борець вільного стилю, бронзовий призер чемпіонату світу серед студентів, бронзовий призер чемпіонату Азії, бронзовий призер Азійських ігор.

## Життєпис
Боротьбою почав займатися з 1998 року. У 2003 році став срібним призером чемпіонату Азії серед кадетів. У 2005 році здобув бронзову медаль чемпіонату Азії серед юніорів.
Виступав за спортивний клуб «Хангай» Улан-Батор. Тренер — Зеденсааднам (з 1994).

## Спортивні результати на міжнародних змаганнях

### Виступи на Чемпіонатах світу
| Змагання                        | Збірна   | Вагова категорія          | Місце |
| ------------------------------- | -------- | ------------------------- | ----- |
| Чемпіонат світу з боротьби 2007 | Монголія | вільна боротьба, до 74 кг | 11    |
| Чемпіонат світу з боротьби 2009 | Монголія | вільна боротьба, до 74 кг | 19    |
| Чемпіонат світу з боротьби 2017 | Монголія | вільна боротьба, до 74 кг | 14    |
| Чемпіонат світу з боротьби 2019 | Монголія | вільна боротьба, до 79 кг | 9     |

### Виступи на Чемпіонатах Азії
| Змагання                       | Збірна   | Вагова категорія          | Місце  |
| ------------------------------ | -------- | ------------------------- | ------ |
| Чемпіонат Азії з боротьби 2007 | Монголія | вільна боротьба, до 74 кг | 8      |
| Чемпіонат Азії з боротьби 2008 | Монголія | вільна боротьба, до 74 кг | Бронза |
| Чемпіонат Азії з боротьби 2009 | Монголія | вільна боротьба, до 74 кг | 9      |
| Чемпіонат Азії з боротьби 2010 | Монголія | вільна боротьба, до 84 кг | 10     |
| Чемпіонат Азії з боротьби 2012 | Монголія | вільна боротьба, до 74 кг | 5      |
| Чемпіонат Азії з боротьби 2016 | Монголія | вільна боротьба, до 74 кг | 5      |

### Виступи на Азійських іграх
| Змагання           | Збірна   | Вагова категорія          | Місце  |
| ------------------ | -------- | ------------------------- | ------ |
| Азійські ігри 2010 | Монголія | вільна боротьба, до 74 кг | Бронза |
| Азійські ігри 2014 | Монголія | вільна боротьба, до 74 кг | 11     |

### Виступи на Кубках світу
| Змагання                    | Збірна   | Вагова категорія          | Місце |
| --------------------------- | -------- | ------------------------- | ----- |
| Кубок світу з боротьби 2017 | Монголія | вільна боротьба, до 74 кг | 6     |

### Виступи на Чемпіонатах світу серед студентів
| Змагання                                        | Збірна   | Вагова категорія          | Місце  |
| ----------------------------------------------- | -------- | ------------------------- | ------ |
| Чемпіонат світу з боротьби серед студентів 2006 | Монголія | вільна боротьба, до 74 кг | Бронза |

### Виступи на інших змаганнях
| Змагання                                                      | Збірна   | Вагова категорія          | Місце  |
| ------------------------------------------------------------- | -------- | ------------------------- | ------ |
| Олімпійський кваліфікаційний турнір з боротьби 2008 (Мартіні) | Монголія | вільна боротьба, до 74 кг | 10     |
| Олімпійський кваліфікаційний турнір з боротьби 2008 (Варшава) | Монголія | вільна боротьба, до 74 кг | 19     |
| Відкритий чемпіонат Монголії з боротьби 2012                  | Монголія | вільна боротьба, до 74 кг | Золото |
| Олімпійський кваліфікаційний турнір з боротьби 2012 (Астана)  | Монголія | вільна боротьба, до 74 кг | Бронза |
| Відкритий чемпіонат Монголії з боротьби 2013                  | Монголія | вільна боротьба, до 74 кг | Срібло |
| Літня Універсіада 2013                                        | Монголія | вільна боротьба, до 74 кг | 5      |
| Турнір Дмитра Коркіна 2013                                    | Монголія | вільна боротьба, до 74 кг | Бронза |
| Кубок Тахті 2014                                              | Монголія | вільна боротьба, до 74 кг | 20     |
| Міжнародний турнір Дінмухамеда Кунаєва 2014                   | Монголія | вільна боротьба, до 74 кг | Бронза |
| Гран-прі «Іван Яригін» 2015                                   | Монголія | вільна боротьба, до 74 кг | 15     |
| Кубок Президента Бурятської Республіки з боротьби 2015        | Монголія | вільна боротьба, до 74 кг | 5      |
| Відкритий чемпіонат Монголії з боротьби 2015                  | Монголія | вільна боротьба, до 74 кг | Золото |
| Кубок Президента Казахстану з боротьби 2015                   | Монголія | вільна боротьба, до 74 кг | Срібло |
| Турнір Дана Колова — Николи Петрова 2016                      | Монголія | вільна боротьба, до 74 кг | 7      |
| Турнір Яшара Догу 2016                                        | Монголія | вільна боротьба, до 74 кг | 7      |
| Кубок Президента Бурятської Республіки з боротьби 2017        | Монголія | вільна боротьба, до 74 кг | 5      |

### Виступи на змаганнях молодших вікових груп
| Змагання                                     | Збірна   | Вагова категорія          | Місце  |
| -------------------------------------------- | -------- | ------------------------- | ------ |
| Чемпіонат Азії з боротьби серед кадетів 2003 | Монголія | вільна боротьба, до 69 кг | Срібло |
| Чемпіонат Азії з боротьби серед юніорів 2005 | Монголія | вільна боротьба, до 74 кг | Бронза |